# Kheti VI
Kheti VI (fl. XXII-XXI secolo a.C.) è stato un faraone della X dinastia egizia.

## Biografia
Come gli altri sovrani della X dinastia regnò da Eracleopoli sul Basso Egitto in contrapposizione con i principi tebani della XI dinastia che governavano l'Alto Egitto.
Secondo alcuni studiosi potrebbe essere il padre di Kheti VII, autore dell'opera I precetti di Merikara, un manuale sull'arte di governare destinata al figlio del sovrano.
Le prove attestanti l'esistenza di questo sovrano consistono in alcuni sigilli e cilindri riportanti il suo nome.
|                |         |     |    |
| \| \| \| \| \| |         |     |    |
|                |         |     |    |
| N5             | nb · Z1 | D28 | Z3 |

| N5 | nb · Z1 | D28 | Z3 |

|                |         |     |    |
| \| \| \| \| \| |         |     |    |
|                |         |     |    |
| N5             | nb · Z1 | D28 | Z3 |

| N5 | nb · Z1 | D28 | Z3 |

nb k3w rˁ - Nebkaura - "D'oro (è) il Ka di Ra/Signore del Ka di Ra."
Un peso ritrovato a Tell el-Rataba nel Delta del Nilo ed oggi conservato al Petrie Museum (UC 11782), reca un suo cartiglio:
|                                  |        |         |   |   |          |           |     |     |         |
| \| \| \| \| \| \| \| \| \| \| \| |        |         |   |   |          |           |     |     |         |
|                                  |        |         |   |   |          |           |     |     |         |
| M23 · t                          | L2 · t | F32 · t | i | i | nb · D28 | D28 · D28 | S34 | I10 | t · N17 |

| M23 · t | L2 · t | F32 · t | i | i | nb · D28 | D28 · D28 | S34 | I10 | t · N17 |

|                                  |        |         |   |   |          |           |     |     |         |
| \| \| \| \| \| \| \| \| \| \| \| |        |         |   |   |          |           |     |     |         |
|                                  |        |         |   |   |          |           |     |     |         |
| M23 · t                          | L2 · t | F32 · t | i | i | nb · D28 | D28 · D28 | S34 | I10 | t · N17 |

| M23 · t | L2 · t | F32 · t | i | i | nb · D28 | D28 · D28 | S34 | I10 | t · N17 |

nswt byt ẖ t y nb k3ˁ rˁ ˁnḫ ḏt- nesut byti Kheti Nebkaura ankh djet - "Colui che regna sul giunco e sull'ape (Re del Basso e dell'Alto Egitto) Kheti, Nebkaura, che viva in eterno."